# Chukchansi Yokuts
Chukchansi Yokuts, skupina od devetnaest plemena Yokuts Indijanaca nekad nastanjenih duž rijeka Kings, Tule, Kaweah, San Joaquin i Poso Creeku. Geografski se dijele na 4 skupine: Tule-Kaweah Yokuts, Poso Creek Yokuts, Northern Foothill Yokuts i Kings River Yokuts. 
- Kings River Yokuts, 7 plemena:

Aiticha (niz Kings River, na južnoj strani), uključuju sela: K'ipayu (blizu Centervillea).
Choinimni, na Kings River), Sela:Tishechu (na južnoj strani Kings River na ušću Mill Creeka).
Chukaimina (u Squaw Valley kod Mill Creeka), sela: Dochiu (na sjevernom rubu doline), i Mashtinau (na istočnoj strani doline).
Gashowu (na Big Dry Creek i Little Dry Creek), Sela: Pohoniu (kod Letchera na on Big Dry Creek), Yokau (u Auberry Valley na Little Dry Creek), i Ochopou (možda pripada plemenu Kechayi).
Kocheyali (lokacija nije poznata). Moguće da je i sinonim za neku drugu skupinu.
Michahai (na Mill Creek), sela: Hehshinau.
Toihicha (sjeverna strana Kings River), sela: Tanaiu (na Hughes Creek) i Bochiptau (lokacija nepoznata).
- Northern Foothill Yokuts 5 plemena:

Chukchansi (Shukshansi, Shukshanchi (na Coarse Gold Creek i Cottonwood Creek), sela: Hapasau (blizu Fresno Flats), Chukchanau ili Suksanau (Fresno River), Tsuloniu (Coarse Gold Creek), Kowoniu ili Kohoniu (na Picayune Creek), Kataniu (sadašnja Picayune rancheria) i Ch'eyau (na Cottonwood Creek blizu Batesa).
Dalinchi (na Fine Gold Creek), sela: Moloneu i Dalinau (Coarse Gold Creek).
Dumna (sjeverna strana San Joaquin nasuprot plemena Kechayi), sela: Dinishneu (kod Bellevillea).
Kechayi (južna obala San Joaquin nekoliko milja od Millerton), sela: Kochoyu i Kowichkowicho (uzvodnije).
Toltichi (rijeka San Joaquin), sela: Tsopotipau (kod North Fork).
- Poso Creek Yokuts 2 plemena:

Kumachisi (Komechesi, Kometsicsi, Kumachesi) (blizu Hoschiu na White Riveru), uključujući sela Hoschiu (na White Riveru) i Kelsiu (južno od White Rivera).
Paleuyami (Padeuyami, Peleuyi, Paluyam) na Poso Creek i susjednom Kern Riveru), sa selima Altau (južno od Poso Creek), Bekiu (u Poso Flat), Shikidapau (u Poso Flat), Holmiu (na Linn's Valleyu)
- Tule-Kaweah Yokuts 5 plemena:

Bokninuwad (Bokninwal) na Deer Creek), sela: K'eyau i možda Hoin Tinliu (nedaleko od Deer Creek Hot Springs, možda je i od Bankalachi Indijanaca) i Uchiyingetau.
Gawia (Kawia) (na sjevernoj strani Kaweah River), uključujući i sela na sjevernoj strani Kaweah Rivera i Chidepuish (na Calvin Hillu, na Big Dry ili Rattlesnake Creeku).
Wükchamni (Wüchamni, Wikchamni, Wikchomni) (na Kaweah River i susjednim bregovima).
Yaudanchi (Yaulanchi, Nutaa) (Tule River napose u podnožju North i Middle Forksa), uključujuži sela Shawahtau (kod Springville) i Ukun'ui (blizu Daunta), i možda Uchiyingetau (možda na painted rocks).
Yokod (Yokol), (južno od Kaweah River), glavno selo bilo je blizu Kaweah Railroad Station, na južnoj strani Kaweah Rivera, sjeverno od Exetera.